# Oligonychus thelytokus
Oligonychus thelytokus är en spindeldjursart som beskrevs av Gutierrez 1977. Oligonychus thelytokus ingår i släktet Oligonychus och familjen Tetranychidae. Inga underarter finns listade i Catalogue of Life.